# Klettenbergpark

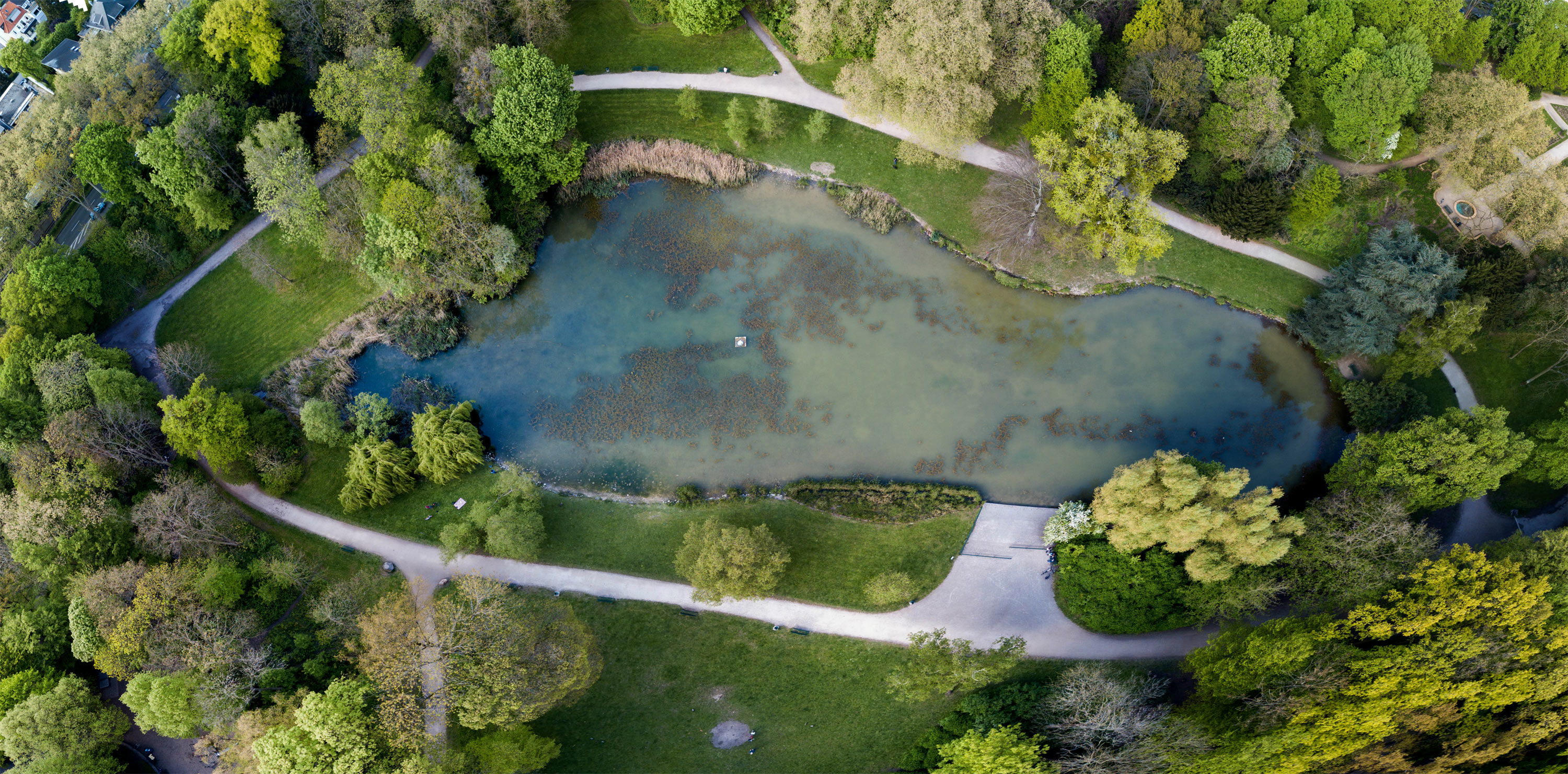
Der Klettenbergpark von oben; links: Westen

Der Klettenbergpark im Kölner Stadtteil Klettenberg ist ein etwa 6 Hektar großer, als Naturgarten angelegter Höhenpark. Er wurde seit 1903 geplant und vom Kölner Gartendirektor Fritz Encke von 1905 bis 1907 auf dem Gelände einer 10 m tiefen Kiesgrube an der Luxemburger Straße angelegt.
Die im Zuge der Vorortbegrünung zu Beginn des 20. Jahrhunderts durchgeführte Maßnahme diente gleichzeitig der Aufwertung des in Bau begriffenen Stadtteils Klettenberg, der sich durch eine starke Durchgrünung auszeichnet.
Der Park wurde von Encke bewusst als Naturgarten angelegt. Hier sollte der ortsgebundene Besucher viele verschiedene Landschaftselemente und Vegetationsbilder der rheinischen Heimat kennenlernen, die hier in scheinbar natürlicher Weise nebeneinander angeordnet sind. Heidelandschaft, der See mit Ufervegetation, Waldpartien, eine von einem Bach durchzogene Blumenwiese und eine Felsbachpartie mit anschließendem Steilabfall (Wasserfall) sind einzelne Elemente. Der rheinische Basaltsteinbruch und der in einer Art Hohlweg gelegene Schiefersteinbruch stellen geologische Besonderheiten dar und kennzeichnen das didaktische Lehrprogramm. Durch seine unsymmetrische Anlage und sein großzügig angelegtes Rundwegenetz unterscheidet sich der Park deutlich von den kleinteiligen und ornamenthaft angelegten Formationen im gründerzeitlichen Park. Die einzige Ausnahme bildet der im Schenkel der Nassestraße und Siebengebirgsallee gelegene Rosengarten.

## Rosengarten

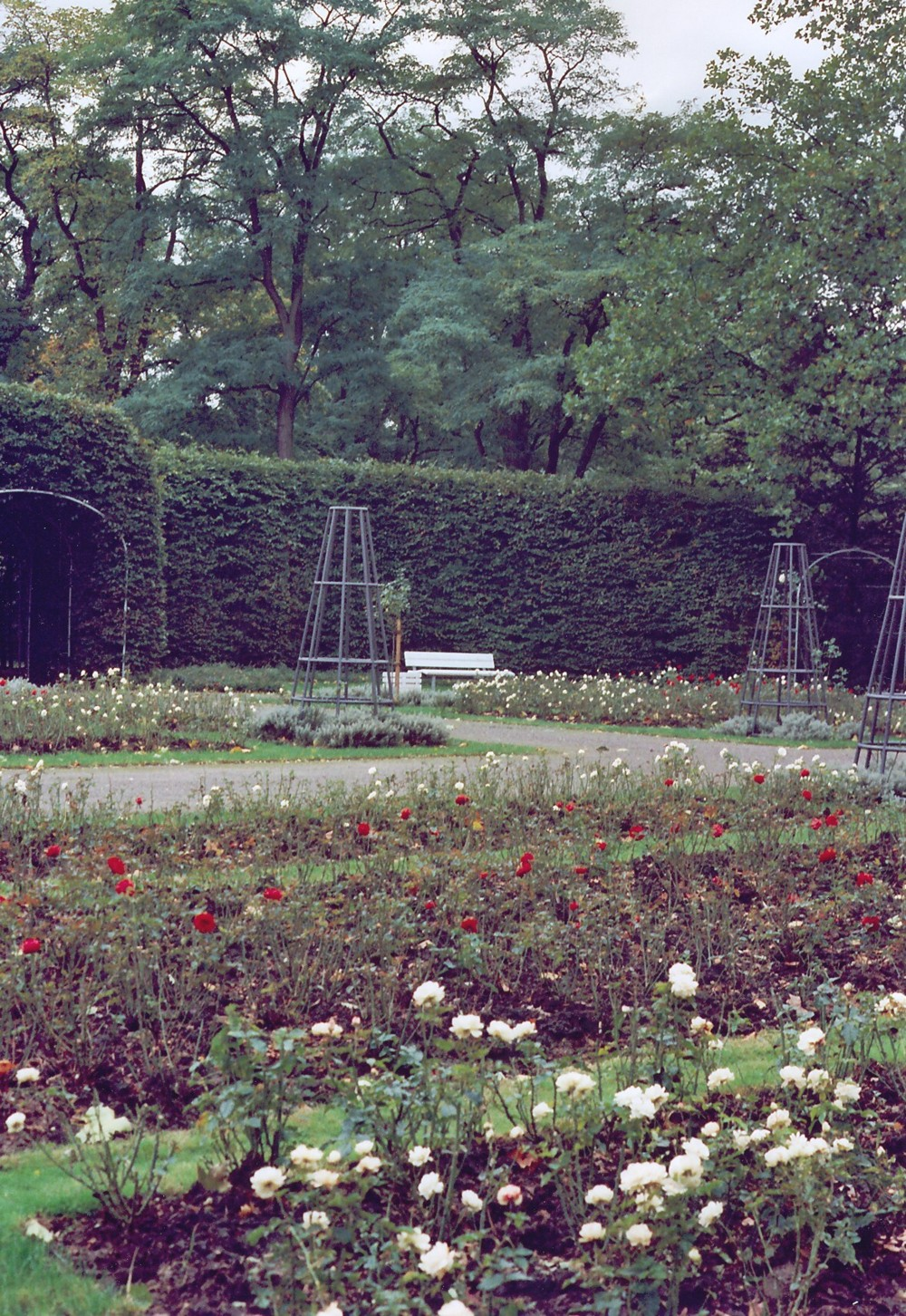
Rosengarten am südlichen Ende

Der Rosengarten ist als Überleitung vom Wohnviertel Klettenberg zum Park hin, regelmäßig gestaltet. Der Besucher des Parks wird mit seinen Blicken zielstrebig geradeaus zur Aussichtsterrasse geführt. Gerahmt wird dieser Weg von geometrisch angelegten Beeten, die den Hausgärten entsprechen könnten und von den gerundeten Formen der Laubengänge, die den teils geschwungenen Straßengrundrissen nachempfunden sind. Die hier einst vorhandenen Fenster ermöglichten die Assoziation von Wohnhäusern. Über die Aussichtsterrasse bietet sich der Blick über den See bzw. den Park, so dass durch diese Sichtbezüge der Rosengarten mit den Landschaftsteilen zu einer Einheit verbunden ist.
Ein Springbrunnen, der seit geraumer Zeit durch eine private Stiftung betrieben wird, liegt in der Blickachse zum See, der 2014 durch die Stadt Köln renoviert wurde.
Finanzielle Engpässe und reduziertes Pflegepersonal auf Seiten der Stadt Köln führten dazu, dass der Rosengarten seit einiger Zeit nicht mehr die Pflege erhielt, die er benötigte. Die von Lavendelbändern gesäumten Rosenbeete waren von Unkraut überwuchert. Das Buschwerk und die Hainbuchen-Laubengänge wurden nicht mehr beschnitten.
In den Jahren 2014 und 2015 hat die Stadt Köln auf etlichen Flächen vernachlässigte, ausgelaugte Rosen gerodet. Sie zeigten keine oder nur noch wenige Blüten und waren kein schöner Anblick mehr. Das Entfernen der Rosen wurde von vielen Bürgern als sehr schmerzhaft empfunden. Im Jahre 2015 unterzeichneten deshalb drei Klettenberger Bürger einen Patenschaftsvertrag mit der Stadt Köln und erklärten sich bereit, in Eigenarbeit die Pflege des Rosengartens zu übernehmen. Im Gegenzug dazu sagten die Verantwortlichen zu, bei zuverlässiger Arbeit neue Pflanzen zu setzen. Die drei Paten, Christine Kramer, Theo Stoffele und Klaus Hartzheim fanden über persönliche und Pressekontakte etliche Mitstreiter, so dass nunmehr meist etwa 10–12 Personen wöchentlich im Garten zu finden sind. Beraten werden die aktiven Bürger durch eine Gärtnermeisterin und die Verantwortlichen des Städtischen Grünflächenamtes.
Im Frühjahr 2015 wurden an 10 Beeten die verbrauchte Erde durch neues Pflanzsubstrat ausgetauscht und neue Pflanzen gesetzt und so der ursprüngliche Zustand annähernd wieder hergestellt. Lediglich innerhalb der Rundungen der Laubengänge wurden keine Rosen mehr gepflanzt, da sie dort nicht genügend Sonne für optimales Wachstum gehabt hätten.

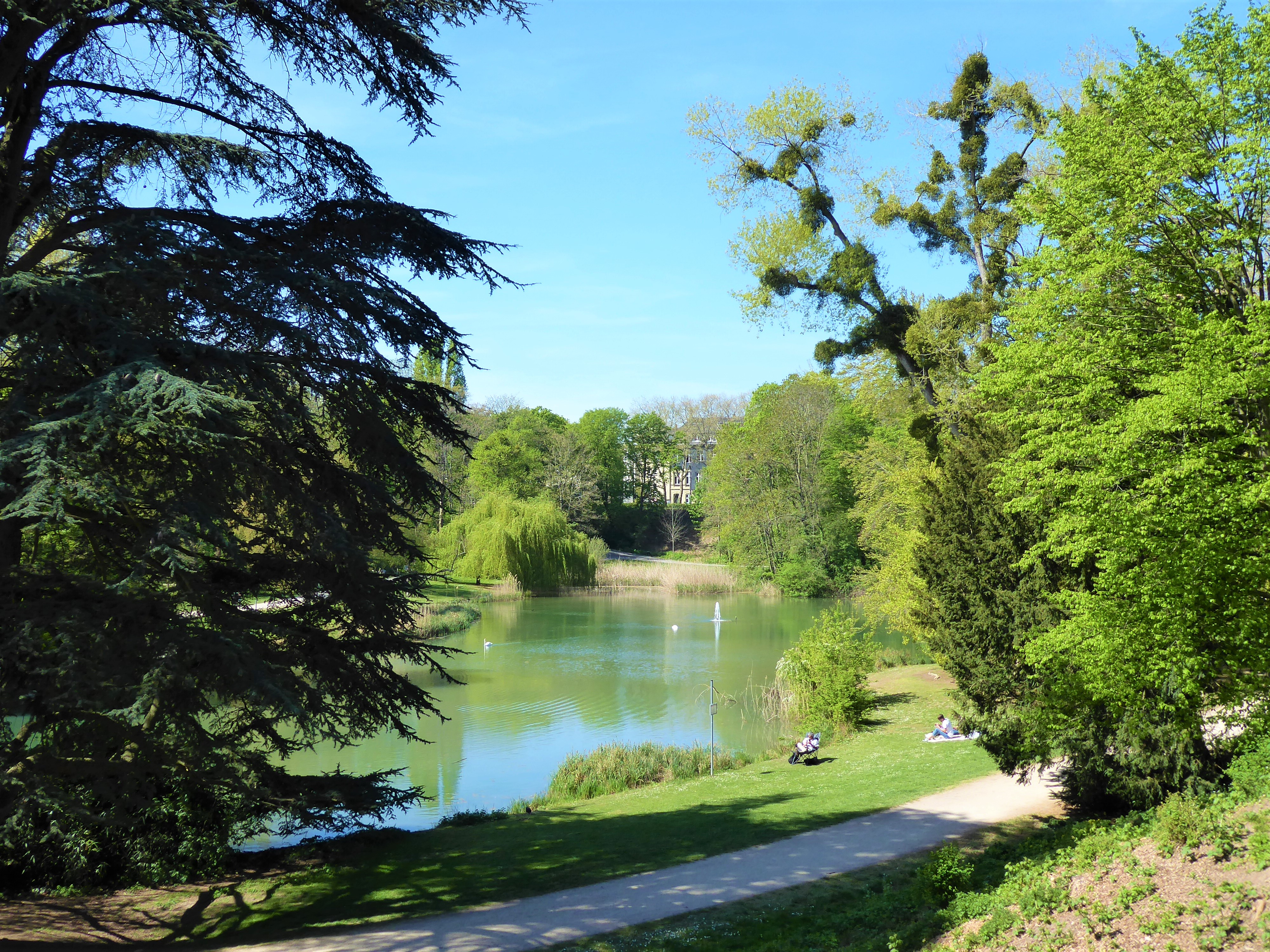
Klettenbergpark, Blick nach Norden
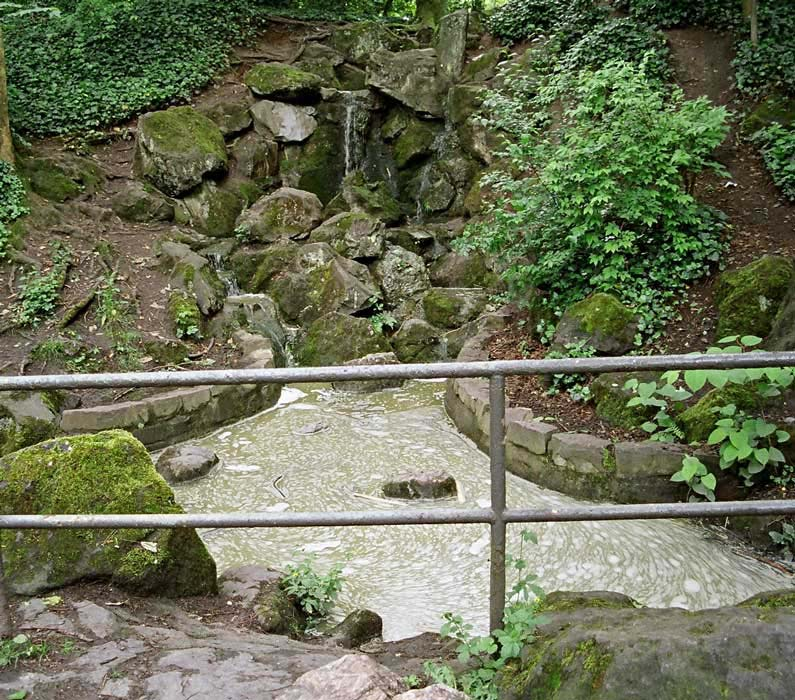
Künstlich angelegter Wasserfall
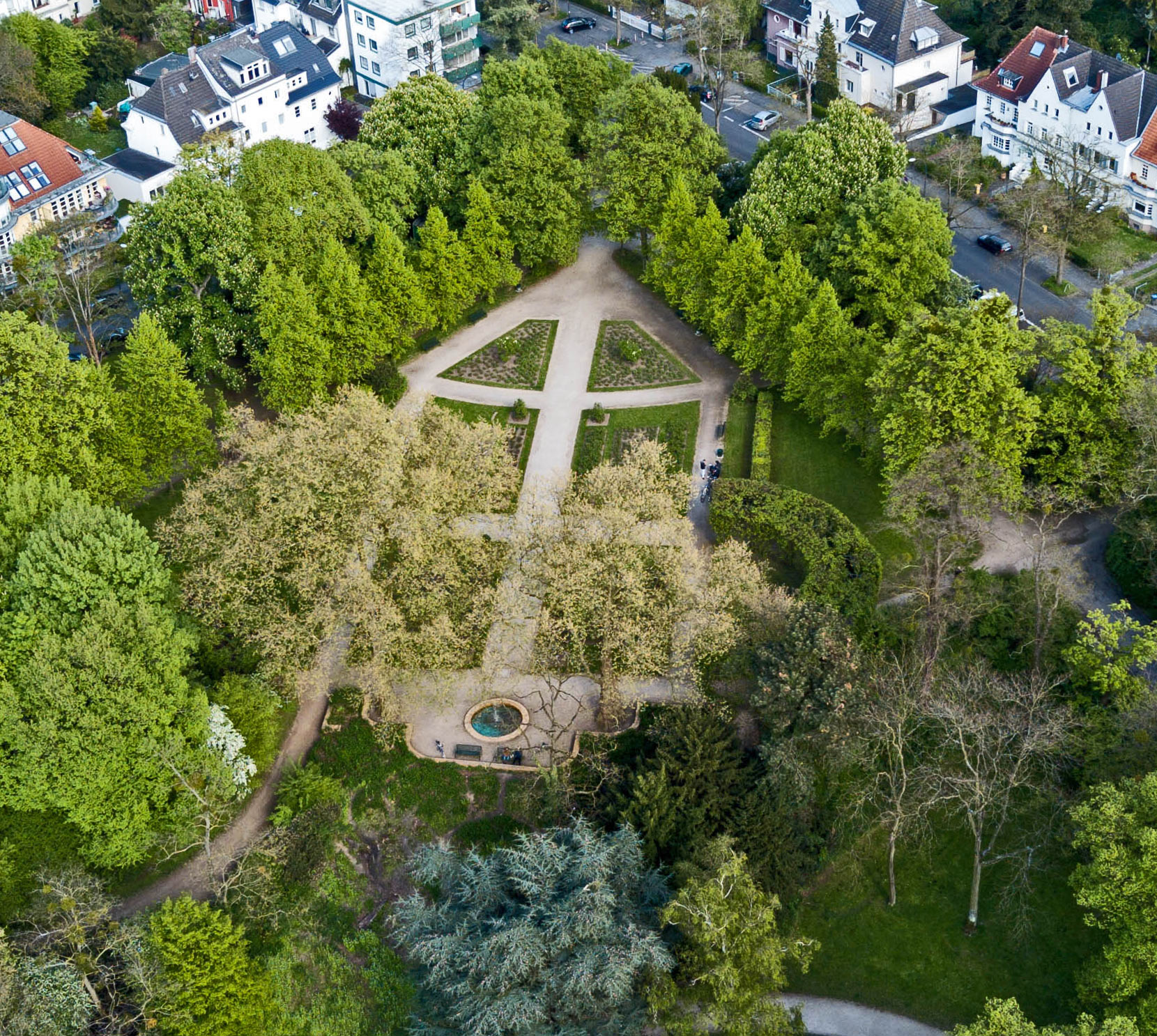
Der Rosengarten von oben